# Dundee Ice Arena
Die Dundee Ice Arena ist eine Eissporthalle in der schottischen Stadt Dundee, Vereinigtes Königreich. Die Halle ist Teil des Camperdown Leisure Park. Neben der Ice Arena gibt es u. a. Restaurants, Schnellrestaurants, Cafés, ein Kino und zwei Hotels (Premier Inn und Weavers Mill). Die Halle liegt östlich des Parks Camperdown Country Park.

## Geschichte
Die 2000 eröffnete Dundee Ice Arena ist die Heimspielstätte des Eishockeyclubs Dundee Stars aus der britischen Elite Ice Hockey League. Sie ist nach der Braehead Arena, dem Murrayfield Ice Rink und der Fife Ice Arena die viertgrößte Eissporthalle in Schottland. Neben Eishockey wird die Halle auch für Eiskunstlauf und Curling genutzt.